# Heliaeschna
Heliaeschna – rodzaj ważek z rodziny żagnicowatych (Aeshnidae).
Należą tutaj następujące gatunki:
- Heliaeschna bartelsi
- Heliaeschna crassa
- Heliaeschna cynthiae
- Heliaeschna filostyla
- Heliaeschna fuliginosa
- Heliaeschna idae
- Heliaeschna sembe
- Heliaeschna simplicia
- Heliaeschna trinervulata
- Heliaeschna ugandica
- Heliaeschna uninervulata